# North Barrington
North Barrington é uma vila localizada no estado americano de Illinois, no Condado de Lake.

## Demografia
Segundo o censo americano de 2000, a sua população era de 2918 habitantes.
Em 2006, foi estimada uma população de 3229, um aumento de 311 (10.7%).

## Geografia
De acordo com o United States Census Bureau tem uma área de
11,9 km², dos quais 11,4 km² cobertos por terra e 0,5 km² cobertos por água.

## Localidades na vizinhança
O diagrama seguinte representa as localidades num raio de 8 km ao redor de North Barrington.